# Gornhausen
Gornhausen là một đô thị ở huyện Bernkastel-Wittlich, trong bang Rheinland-Pfalz, Đô thị Gornhausen có diện tích 5,3 km², dân số thời điểm ngày 31 tháng 12 năm 2006 là 230 người.